# Лебедева, Марина Петровна
Марина Петровна Лебедева (род. 29 мая 1985 года, Алексеевка) — казахстанская биатлонистка.

## Карьера
М. П. Лебедева родилась в Алексеевке. Семья в это время жила в Щучинске, где Марина и её сестра Анна и начали тренироваться у отца — Петра Лебедева.
На Олимпиаде-2010 в Ванкувере была 58-й на дистанции 7,5 км и 71-й — на дистанции 15 км. В эстафете сборная Казахстана была 14-й.
Завершила карьеру в сезоне 2015/2016 годов.